# Zatoka Drińska
Zatoka Drińska (alb. Gjiri i Drinit) – zatoka Morza Adriatyckiego u zachodnich wybrzeży Półwyspu Bałkańskiego, w północnej części Albanii. Do Zatoki Drińskiej uchodzą rzeki Drin i Mat.